# Fleet (flod)
För andra betydelser, se Fleet (olika betydelser).

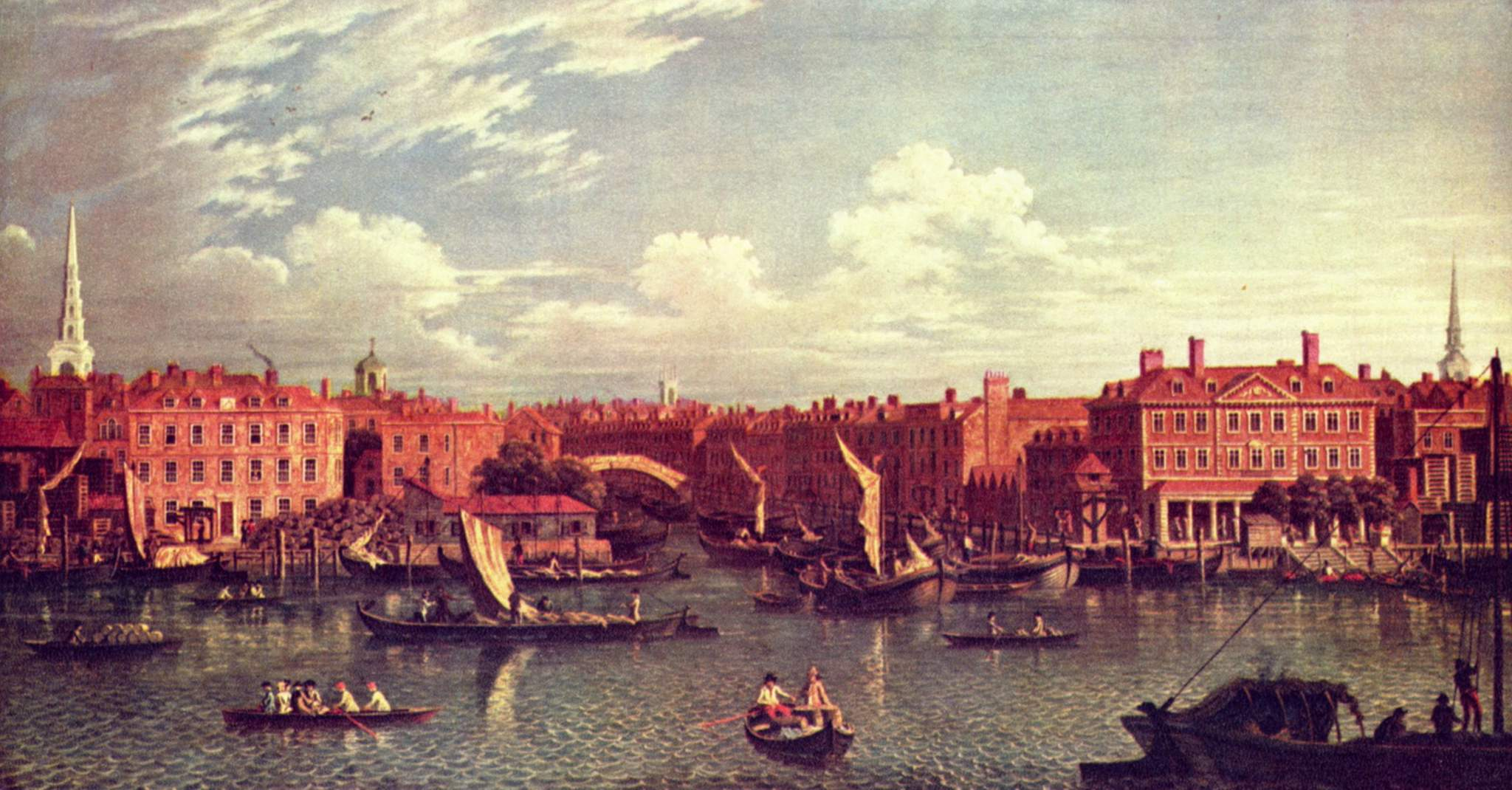
Floden Fleets inlopp, Samuel Scott, ca. 1750.

Fleet är Londons största underjordiska flod.
Den rinner upp från två källor vid Hampstead Heath och leds ut i de två reservoarerna Highgate Ponds och Hampstead Ponds, båda bygda på 1700-talet. Från dammarna rinner vattnet under jord ca. 6 km där den sedan förenas med Themsen.
De högre punkterna på flödet kallades Holbourne (eller Oldbourne) varifrån namnet Holborn kommer. Floden är tvådelad innan den går ihop och passerar under Kentish Town och Kings Cross, rinner sedan utmed Farringdon Street (Holborn-viadukten byggdes för att spänna över floden) och förenas med Themsen under Blackfriars Bridge.
Floden har gett namn åt gatan Fleet Street.